# Kouh-Ouest
Le Kouh-Ouest est un des 6 départements composant la région du Logone Oriental au Tchad. Son chef-lieu est Béboto.

## Subdivisions
Le département de Kouh-Ouest est divisé en 3 sous-préfectures :
- Béboto
- Baké
- Dobiti

## Administration
Préfets de Kouh-Ouest (depuis 2008)
- 9 octobre 2008 : Djimalde N'Demra[1]